# Monumenti musicali italiani
Monumenti musicali italiani ist eine von der Società Italiana di Musicologia herausgegebene Reihe mit Werken älterer Musik. Sie erscheint seit 1975 in Mailand (Milano) bei Suvini Zerboni. Eine der Unterreihen darin sind die Opere di antichi musicisti bresciani.

## Inhaltsübersicht
- 1. Opere complete / 1 / Due messe a otto voci e basso continuo / Girolamo Frescobaldi. - 1975 (1976)
- 4. Opere complete / 2 / Il primo libro di toccate d'intavolatura di cembalo e organo, 1615-1637 / Girolamo Frescobaldi. - 1977 (1978)
- 5. Opere complete / 3 / Il secondo libro di toccate d'intavolatura di cembalo e organo, 1627-1637 / Girolamo Frescobaldi. - 1979 (1984)
- 7. Messa e mottetto "Jubilate Deo" a otto voci e organo / Luca Marenzio. - Milano : Ed. Suvini Zerboni, (1982)
- 8. Opere complete / 4 / Il primo libro di capricci fatti sopra diversi soggetti e arie, 1624 / Girolamo Frescobaldi. - 1984
- 13. Il primo libro de' madrigali a cinque voci : (1560) / Giovanni Contino. Milano : Zerboni, 1987
- 14. Cinque Messe Mantovane dal fondo Santa Barbara a cinque voci / Giovanni Contino. - Milano : Zerboni, 1988
- 15. Affetti musicali : Opera prima / Biagio Marini. Milano : Suvini Zerboni, 1990
- 16. Madrigali a quattro e cinque voci in antologie ed intavolature / Giovanni Contino. Milano : Zerboni, 1994 [erschienen 1996]
- 18. Missarum quatuor vocum liber primus (1561) / Giovanni Contino. - [Repr. d. Ausg.] 1561. - Milano : Zerboni, 1995 [erschienen 1996]
- 19. Per ogni sorte di strumento musicale : libro terzo - opera XXII (1655) / Biagio Marini. Milano : Suvini Zerboni, 1996 [erschienen 1997]
- 20. Missae cum quinque vocibus : liber primus (1572) / Giovanni Contino. Milano : Zerboni, 1997 [erschienen] 1998
- 23. Sonate, sinfonie, canzoni, passemezzi, balletti, correnti, gagliarde, & ritornelli, A 1, 2, 3, 4, 5 & 6 voci ; per ogni sorte di strumenti ... ; opera VIII ; (1629) / Biagio Marini. Milano : Suvini Zerboni, 2004
- 28. Sonate : A 1. 2. 3. per il violino, o cornetto, fagotto, chitarrone, violoncino o simile altro strumento (1641) / Giovan Battista Fontana. Milano : Zerboni, 2007